# Jacinta Edmunds
Jacinta Edmunds (* 5. Oktober 1994) ist eine australische Ruderin. 2019 wurde sie Weltmeisterschaftszweite im Achter.

## Sportliche Karriere
Jacinta Edmunds war 2012 mit dem Doppelvierer Zehnte bei den Junioren-Weltmeisterschaften. Von 2014  bis 2016 erreichte sie dreimal das Finale bei den U23-Weltmeisterschaften: 2014 war sie Vierte mit dem Achter, 2015 Vierte mit dem Vierer ohne Steuerfrau und 2016 Fünfte mit dem Achter. 
2018 gewann sie mit dem australischen Achter in der Besetzung Leah Saunders, Georgina Gotch, Rosemary Popa, Georgina Rowe, Annabelle McIntyre, Ciona Wilson, Jacinta Edmunds, Emma Fessey und Steuermann James Rook hinter dem Boot aus den Vereinigten Staaten und den Kanadierinnen Bronze bei den Weltmeisterschaften in Plowdiw. 2019 siegten die Australierinnen beim Weltcup in Posen und belegten in Rotterdam den zweiten Platz hinter den Neuseeländerinnen. In der Besetzung Leah Saunders, Jacinta Edmunds, Bronwyn Cox, Georgina Rowe, Rosemary Popa, Annabelle McIntyre, Jessica Morrison, Molly Goodman und James Rook gewannen die Australierinnen bei den  Weltmeisterschaften in Linz/Ottensheim Silber hinter Neuseeland und vor dem Boot aus den  Vereinigten Staaten.
Die etwa 1,83 m große Jacinta Edmunds hat ein Studium an der University of California, Berkeley abgeschlossen. Sie startet für den Commercial Rowing Club in Brisbane. Ihr Vater Ian Edmunds war Olympiadritter 1984, ihre Schwester Madeleine Edmunds war Olympiasiebte 2016.